# Don Willis
Don Franklin Willis (* 30. September 1933 in Munford, Tennessee; † 1. März 2006 in Memphis, Tennessee) war ein US-amerikanischer Rockabilly-Musiker.

## Leben

### Kindheit und Jugend
Don Willis wuchs im Tipton County auf einer Farm auf. Schon früh begeisterte Willis sich für Musik und hatte Ernest Tubb, Eddy Arnold, Perry Como und Bing Crosby als Vorbilder. Nach seinem Abschluss an der Munford High School hatte er Gitarre gelernt und Mitte der 1950er-Jahre in Covington, Tennessee, an einem Talentwettbewerb teilgenommen, wo er den Gitarristen Shelby Byrd kennenlernte. Zusammen mit Vaugn Allen Kent gründeten sie eine Band, die sich The Orbits nannte.

### Karriere
Zuerst bestand ihr Repertoire aus traditioneller Country-Musik, doch schon bald wechselten sie zu Rockabilly, der ab 1956 sehr populär in den Südstaaten der USA war. Im selben Jahr spielten Willis und seine beiden Freunde erfolglos Sam Phillips, dem Besitzer der Sun Records, vor. Bei ihrem Vorspiel nahm Phillips lediglich einen Song auf, Deep In My Heart I Have A Place For You; das Band ist bis heute jedoch verschollen. Willis arbeitete daher weiterhin in der Woche bei der Kimberly-Clark Company während er an Wochenenden mit Byrd und Kent auftrat. Zudem schrieb er die Songs Boppin‘ High School Baby und Warrior Sam. Beide Titel nahm Willis als Demo auf und gab diese zu Jay Rainwater in Nashville, Tennessee, der Willis einen Vertrag bei Mercury Records anbot.
Währenddessen hatte Willis über einen Arbeitskollegen Jim Stewart und Estelle Axton kennengelernt, die das neue lokale Label Satellite Records gegründet hatten. Stewart eröffnete Willis die Gelegenheit, beide Titel ihm Studio aufzunehmen und als Platte zu veröffentlichen. Willis nahm an und schlug dafür den Mercury-Vertrag aus. Im Frühjahr 1958 erschien seine erste Single, die aus Boppin‘ High School Baby und Warrior Sam bestand. Das Label hatte aber keinerlei finanziellen Mittel und die Platte wurde nur in hundertfacher Auflage gepresst, sodass die Single keinerlei Beachtung fand.
Bis 1964 spielte Willis keine weiteren Platten ein. Seine zweite Veröffentlichung war jedoch wieder ein Misserfolg. Willis ging der Woche über einer geregelten Arbeit nach, fand aber trotzdem Zeit, seine Showband The Memphis Kings zu leiten, mit der er Tourneen durch die Südstaaten unternahm und gelegentlich Titel aufnahm. Zusammen mit seiner Band nahm er sogar ein Album auf, das er auf seinen Konzerten verkaufte. Während des Rockabilly-Revivals Mitte der 1970er-Jahre erlangten seine beiden Songs von 1958 ungeahnte Beliebtheit in der Szene und gelten heute noch, bedingt durch den Echoeffekt, als Klassiker des späteren Rockabilly. 1991 erschien eine LP mit Willis‘ gesammelten Werken. Zudem hatte Willis Pläne, für das Hemsby Rock’n’Roll Weekend nach Europa zu kommen, musste das Konzert aber aufgrund seines schlechten Gesundheitszustandes absagen. Don Willis starb im Alter von 72 Jahren an Krebs.

## Diskografie
| Jahr | Titel                                                          | Plattenfirma         |
| ---- | -------------------------------------------------------------- | -------------------- |
| 1958 | Boppin’ High School Baby / Warrior Sam                         | Satellite Records    |
| 1964 | Mar’s Dame / A Glass of Wine                                   | Style Records        |
| 19?? | Give Me All Your Love / Our Love Don’t Travel On The Same Road | Top Gun Records      |
|      | - Don’t Stop Now - Stagger Lee                                 | nicht veröffentlicht |